# Lumbu
Lumbu is een bestuurslaag in het regentschap Kebumen van de provincie Midden-Java, Indonesië. Lumbu telt 2214 inwoners (volkstelling 2010).